# Arche (måne)
Arche er en af planeten Jupiters måner: Den blev opdaget 31. oktober 2002 af Scott S. Sheppard, og kendes også under betegnelsen Jupiter XLIII. Lige efter opdagelsen fik den den midlertidige betegnelse S/2002 J 1, men siden har den Internationale Astronomiske Union vedtaget at opkalde den efter musen Arche fra den græske mytologi.
Arche udgør sammen med 16 andre Jupiter-måner den såkaldte Carme-gruppe, som har næsten ens omløbsbaner omkring Jupiter. Gruppen har navn efter Carme, som er et af dens medlemmer.
| Naturvidenskab | Spire Denne naturvidenskabsartikel er en spire som bør udbygges. Du er velkommen til at hjælpe Wikipedia ved at udvide den. |